# Степаняк Михайло Дмитрович
Миха́йло Дмитрович Степаня́к (псевда «Сергій», «Дмитро» (або «Дмитрів»), «Лекс»; 24 січня 1905, с. Дзвиняч, тепер Івано-Франківський район, Івано-Франківська область, Україна — 13 лютого 1967, там само) — діяч українського національно-визвольного руху, член ОУН, вояк УПА.

## Життєпис
Народився 24 січня 1905 року у селі Дзвинячі, тоді Богородчанського повіту, Королівство Галичини та Володимирії Австро-угорської імперії.
Навчання : абсольвент Станиславівської української гімназії (навчався у 1918—1926 роках), Львівського університету (1926—1931), магістр права. Працював в адвокатській фірмі у Бережанах.
В'язень польських тюрем за діяльність в Сельробі і КПЗУ. Відійшов від своїх попередніх комуністичних поглядів після сталінських погромів КП(б)У і КПЗУ — в 1939—1941 рр. в підпіллі ОУН, член Ради Сеньйорів та Української Національної Ради у Львові 1941—1943 і, навіть, Крайовий Провідник ОУН на ЗУЗ, учасник III Надзвичайного Великого Збору ОУН 21—25 серпня 1943.
Керівник референтури зовнішніх зв'язків Головного Проводу ОУН. В 1944 році — член Проводу ОУН на північно-західних землях. Поранений у боях на Рівненщині, потрапив у полон НКВС 30 липня 1944. Цікаво, що на ІІІ-й конференції ОУН (17—21 лютого 1943 р.) М.Степаняк, підтриманий Василем Куком, пропонував обмежити повстанську боротьбу лише антинацистським, а не і антирадянським (як уважав Р. Шухевич і інші члени Проводу) фронтом. 
Влітку 1944 року разом з Р.Волошиним, Я. Бусолом створив народну визвольно-революційну організацію (НВРО). Від Степаняка чекісти дізналися про історію творення і діяльності українського підпілля, подробиці про його структуру і керівників, про всю систему роботи ЦП ОУН у 1940-1944 рр. Тривалий час його справу не направляли до суду. М. Степаняк допомагав впізнавати убитих учасників ОУН і УПА, іноді його знову допитували, перевозили зі Львова до Києва і назад.
Розходження в ОУН набули настільки глибокого характеру, що перед самим арештом, 30 липня 1944 року, вийшов зі складу Головного Проводу ОУН, навіть з членів ОУН. В другій половині 1945 року — член референтури зовнішніх зносин при Проводі ОУН самостійників-державників (СД). Був автором концепції творення Бюро проводу ОУН СД.
За вироком Військового Трибуналу Київської області 27 березня 1947 року за статтями 54-1 (а) та 54-11 КК УРСР М. Д. Степаняк був засуджений до розстрілу. Суд над Степаняком тривав 10 хвилин, на ньому виконали дві формальності: запитали прізвище й анкетні дані та поставили підписи на протоколах. Оскільки Указом Президії Верховної Ради СРСР від 26 травня 1947 року смертна кара була відмінена, покарання замінили на 25 років таборів і заслання.
Покарання відбував у Піщаному таборі (Карагандинська область, Казахстан). Після смерті Й. Сталіна написав кілька скарг у різні інстанції, добиваючись перегляду справи, однак марно. Лише 8 квітня 1961 р. Президія Верховної Ради УРСР помилувала його і зняла з нього судимість, а 12 квітня він був звільнений. 
Останні земні роки М. Степаняк провів у Богородчанах. 1964 року він одружився з Вірою Грегулинською, лікарем-терапевтом. 
13 лютого 1967 року помер, похований в рідному селі. В 1980 році померла дружина. Дітей в сім'ї не було.
Рішенням виконкому Дзвиняцької сільради 30 жовтня 1991 року вулиця, на якій народився Михайло Степаняк, названа його іменем.

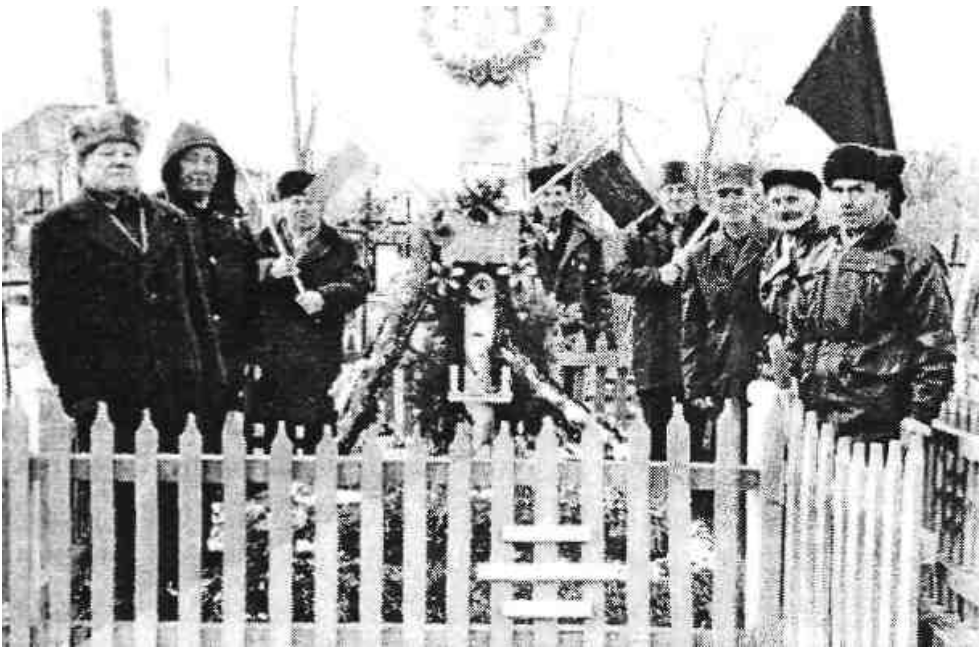
Могила М. Степаняка